# Lwówek
Lwówek [ˈlvuvɛk] es una ciudad del Distrito de Nowy Tomyśl, Voivodato de Gran Polonia, Polonia, con 2.931 habitantes (2021).

## Historia
La evidencia más antigua de presencia humana en los alrededores de Lwówek se remonta al inicio del Mesolítico (entre el 8000 y el 4000 a. C.). En el Neolítico se produjo un aumento de la actividad y el crecimiento demográfico en esta zona. La densidad de población también aumentó durante la Edad del Bronce.
Las fuentes más antiguas sobre las localidades del actual municipio de Lwówek se refieren al pueblo de Brody y datan del año 1250. En los siglos XII y XIII, la zona de la ciudad y sus alrededores probablemente pertenecían al castillo de Brody. Durante este período, el área de la actual comuna de Lwówek era propiedad de varias familias famosas e importantes: Nałęczów, Awdaniec, Leszczyc y Bniński. Ya a principios del siglo XV, la mayor parte era propiedad de la familia Ostrorog, que provenía de la familia Nałęcz.
En la parte oriental de la actual ciudad de Lwówek, a principios del siglo XV había dos pueblos: Wojszyno y Więcewojszyno. La ciudad de Wojszyno (todavía como pueblo) fue mencionada por primera vez en el año 1406. Su nombre probablemente proviene del nombre del propietario, es decir, Wojsza (Wojsław).
En el año 1414 Sędziwój Ostrorog, entonces propietario de grandes propiedades en nuestra zona, obtuvo permiso para fundar la ciudad de Wojszyn. Poco después, después de sólo cinco años de funcionamiento de la ciudad, Sędziwój Ostroróg decidió trasladarse y reubicar la ciudad en el área de la actual plaza del mercado de Lwówek. Desde entonces hasta el día de hoy, este lugar ha sido el punto focal de la ciudad. 
En 1638 se produjo un incendio en Lwówek que afectó a la iglesia parroquial y probablemente a parte de la ciudad. El 5 de marzo de 1696 se produjo un nuevo incendio. Ese día sopló un fuerte viento del oeste que hizo que el fuego se extendiera por casi toda la ciudad. 
El 20 de junio de 1725 se concedió el privilegio de asentamiento para los judíos. Sin la obligación de pagar alquiler, los judíos podían poseer una sinagoga y un cementerio, y un rabino en la sinagoga recibiendo de esta manera el derecho a establecerse libremente en la ciudad.
Un nuevo incendio en 1813 destruyó cerca de 100 casas, además de la iglesia parroquial y la rectoría. Dos años más tarde se produjo otro incendio que destruyó gran parte del llamado Barrio judío. 
En 1815, Lwówek y sus alrededores, como resultado de las decisiones del Congreso de Viena, pasaron a formar parte del Gran Ducado de Poznań. En 1871, 540 judíos vivían en la ciudad. 
Las autoridades polacas abandonaron Lwówek el 1 de septiembre de 1939. Hasta la llegada de las tropas alemanas reinaba el caos en la ciudad. El 9 de septiembre, los soldados alemanes fueron recibidos en la plaza del mercado por un grupo de alemanes locales. Después de que las autoridades alemanas se instalaron en Lwówek, comenzó la represión. Al principio sólo se referían a la población judía, que fue deportada el 5 de noviembre de 1939 al campo de tránsito de Młyniewo y luego a Łódź. Poco después se produjeron varias deportaciones y desplazamientos de la población de la ciudad hacia el Gobierno General. Entre ellos se encontraba la élite local, incluidos médicos, comerciantes y activistas sociales.
El fin de la ocupación nazi llegó el 25 de enero de 1945, cuando las tropas del Ejército Rojo entraron en la ciudad. Llegó la época de la sovietización de Polonia, y estos cambios no perdonaron a Lwówek. Se reorganizó el aparato del gobierno local, se crearon la Milicia Ciudadana y otras oficinas. Las actividades del Ejército Rojo y el NKVD que lo acompañaba pasaron factura a la población local. El resto de la población alemana fue tratada con especial brutalidad.
A pesar del régimen comunista, se implementaron varias iniciativas importantes, entre ellas la electrificación de la ciudad, la reconstrucción de la planta de gas de la ciudad, la construcción del centro comunitario y la conversión del Palacio a un centro de salud.
En la década de 1960 había en Lwówek 33 tiendas "socializadas" y 8 establecimientos privados. Se fundó la cooperativa municipal "Samopomoc Chłopska", que existe hasta el día de hoy.
Tras los cambios, en 1990, en las primeras elecciones locales libres después de 1945, se creó el Ayuntamiento y se restableció el cargo de alcalde. El primer alcalde fue Bolesław Filipiak (1990-1998), luego este cargo lo ocuparon Ryszard Kowalczyk (1998-2001), Rafał Mroczkiewicz (2001-2002; nuevamente 2006-2010), Ireneusz Witkowski (2002-2006) y Piotr Długosz ( 2010-2014, 2014-2018; también elegido para el período 2018-2023).

## Demografía
A continuación, se muestra la evolución demográfica desde el año 1843:
| Gráfica de evolución demográfica de Lwówek entre 1843 y 2021 |
|                                                              |
|                                                              |

## Ciudades hermanadas
- Kazlų Rūda, Lituania
- Chartres de Bretagne, Francia
- Lwówek Śląski, Polonia

## Lugares de interés
Los lugares emblemáticos de Lwówek incluyen:

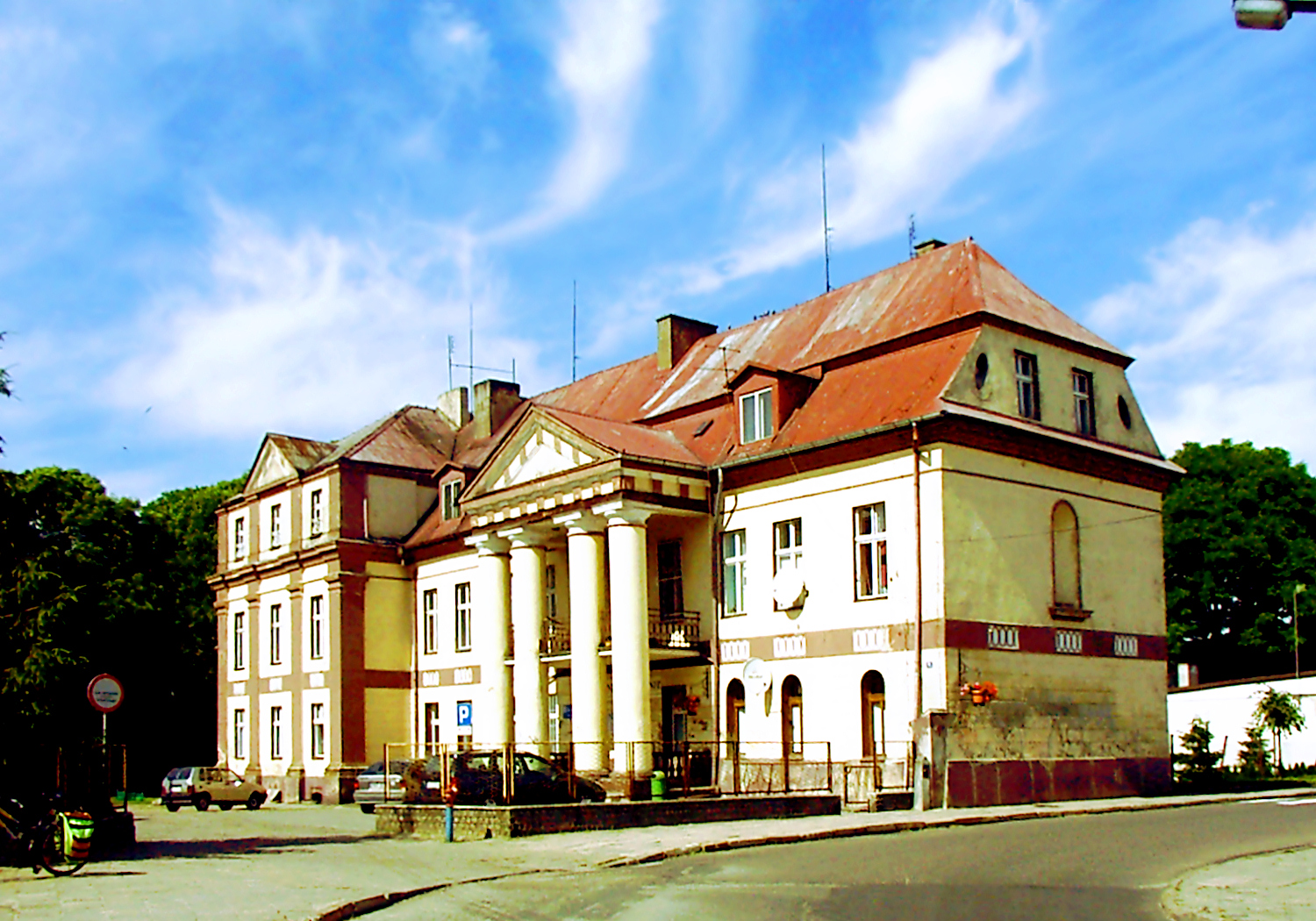
Palacio barroco de Lwówek

- El palacio de Lwówek. Situado al oeste de la Plaza del Mercado, al borde del parque. Fue construido para el entonces propietario de la ciudad, más tarde obispo Józef Pawłowski, reconstruido hacia 1780 y ampliado en 1890 por iniciativa de Stefan Łącki. Después de la Segunda Guerra Mundial, fue reconstruido como centro de salud y renovado en 1965-66. El edificio de dos plantas con sótano, de ladrillo y enlucido, está orientado al oeste. El impresionante edificio de dos plantas tiene rasgos clasicistas. Fue construido en planta rectangular, con un ala más nueva de dos pisos desde el norte y una extensión de dos pisos desde el lado del jardín. En el noroeste desde el palacio se extiende el parque del palacio, planificado en el siglo XVII. Es una gran superficie con dos estanques en la que se encuentran, entre otros: tilos, fresnos, hayas, arces y álamos.

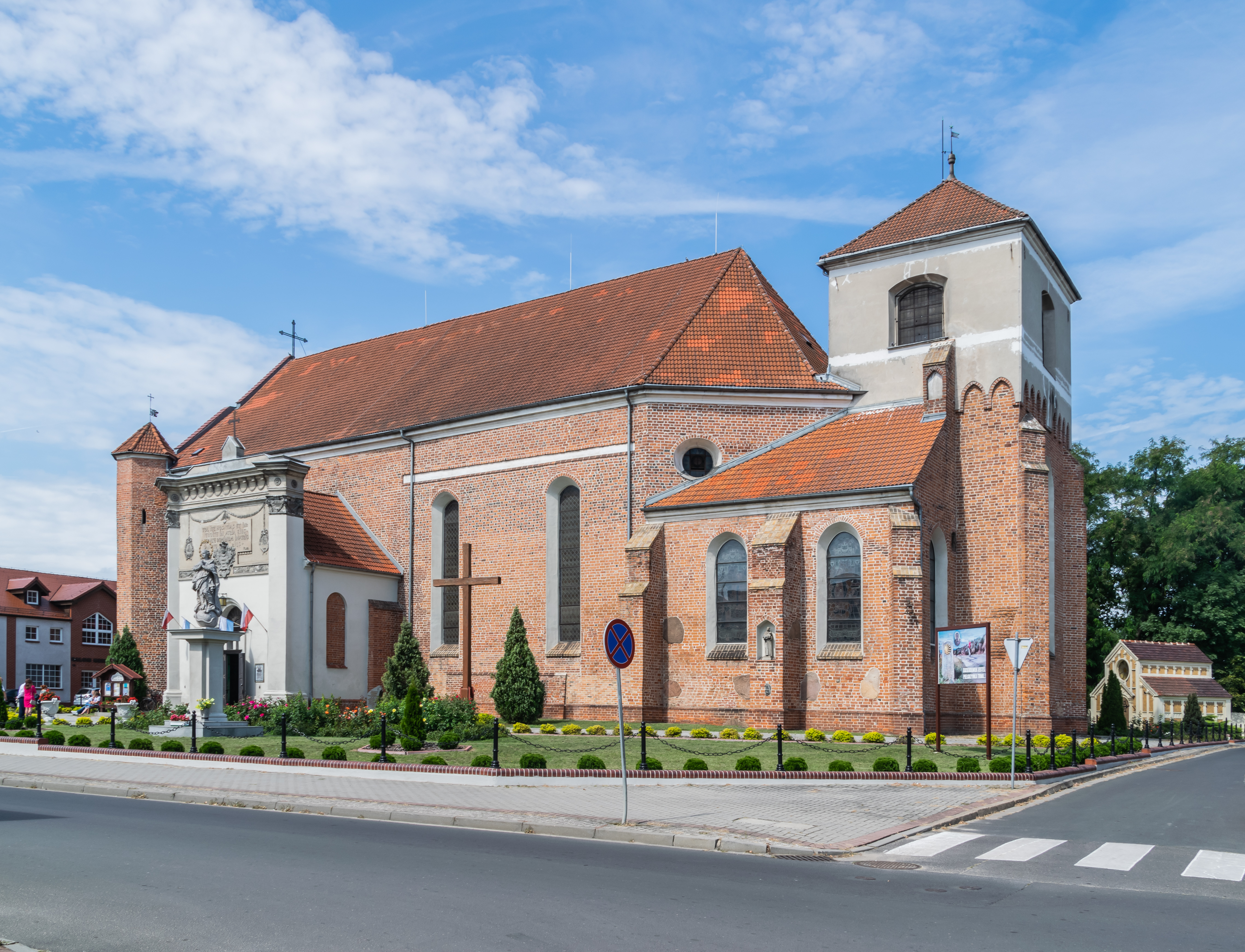
Iglesia de la Asunción

- La iglesia parroquial de la Asunción de la Santísima Virgen María y de San Juan Bautista. Se encuentra al noreste de la Plaza del Mercado, en la calle Pniewska. La iglesia del gótico tardío está orientada, construida con ladrillos, no enlucida. Tiene tres naves y una cuarta, más corta por el norte, y un magnífico pórtico por el sur. Los interiores se cubren con bóvedas góticas: de crucería en la nave principal y presbiterio, y de estrella en las naves laterales, en capilla, sacristía y pórtico. El mobiliario interior del estilo barroco tardío data de finales del siglo XVIII. En el campo principal del altar principal se encuentra un cuadro de la Asunción de la Santísima Virgen María del año 1860 de Władysław Simon, así como esculturas de San Pedro, de San Juan evangelista y de San Juan Bautista. De los cinco altares laterales, el arquitectónico más impresionante contiene una pintura del siglo XVII de la Virgen María y el Niño. Frente a la iglesia, cerca del pórtico sur, hay una escultura de piedra de Nuestra Señora Inmaculada, realizada entre 1880 y 1890, sobre un pedestal más nuevo. A finales del siglo XIX se construyó junto a la iglesia la capilla funeraria de la familia Tyszkiewicz, actualmente capilla de San Pedro construida con ladrillos amarillos y parcialmente enlucida, en forma de miniatura de una basílica paleocristiana de tres naves. Cerca hay una rectoría de ladrillo, construida en la década de 1920.

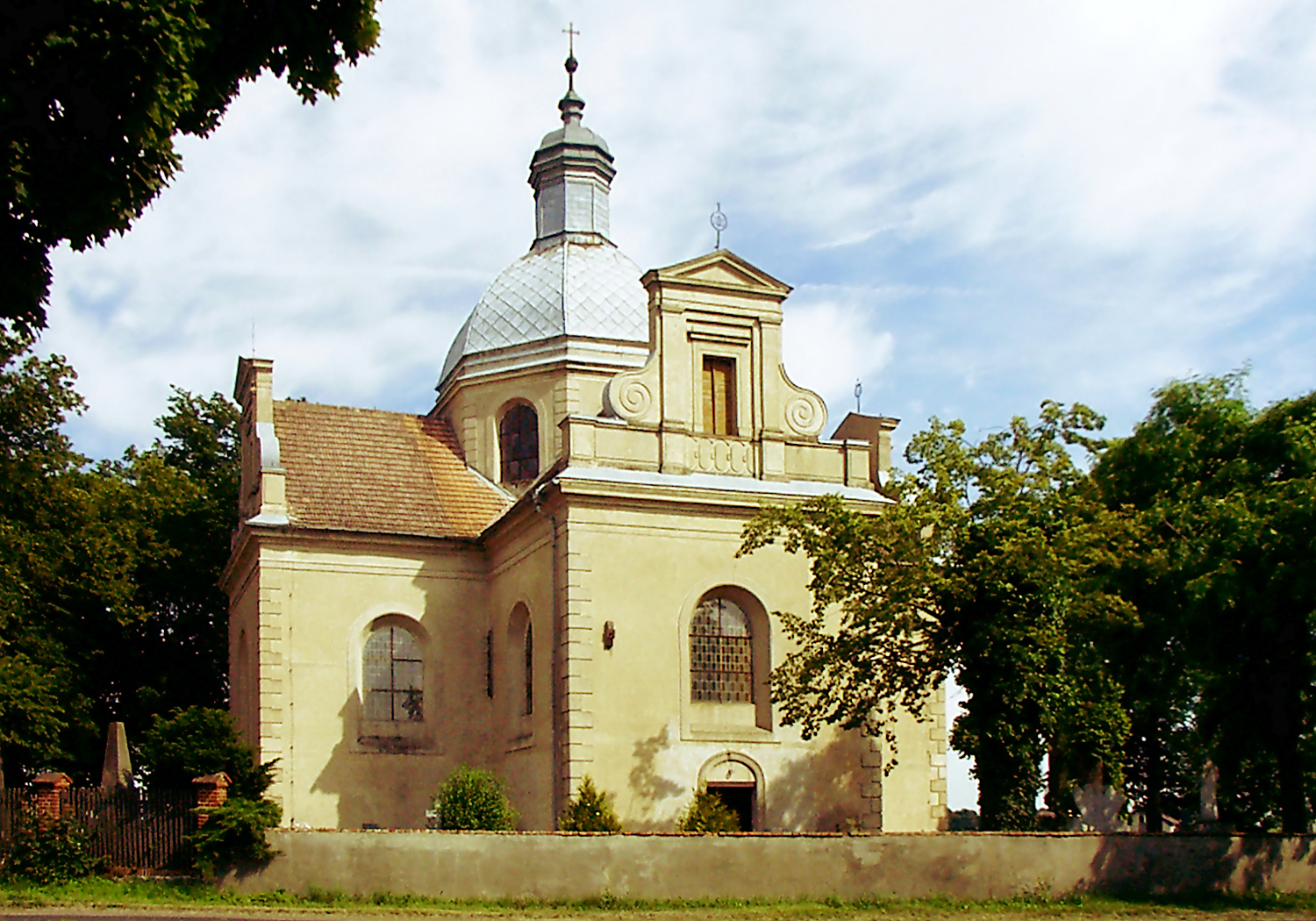
Iglesia del cementerio de la Santa Cruz

- La Iglesia Cementerio de la Santa Cruz. Se encuentra en las afueras de Lwówek, en la salida hacia Pniewy. El templo es barroco, de ladrillo, enlucido, construido en planta de cruz griega, cubierto con cúpula, decorado con una policromía del siglo XVIII con una escena del hallazgo de la Santa Cruz. El mobiliario de la iglesia de alrededor de 1780 incluye: un altar mayor de arquitectura barroca tardía con esculturas de Nuestra Señora de los Dolores y de San Juan Evangelista a los lados y Dios Padre en la parte superior, con un pequeño crucifijo con rasgos folklóricos en el campo central; 2 altares laterales rococó y un púlpito clasicista en forma de barca y caja de órgano del mismo estilo. En el cementerio parroquial, junto a la iglesia, se encuentra una fosa común de los insurgentes de la Gran Polonia de Lwówek, que murieron en las batallas en 1919.

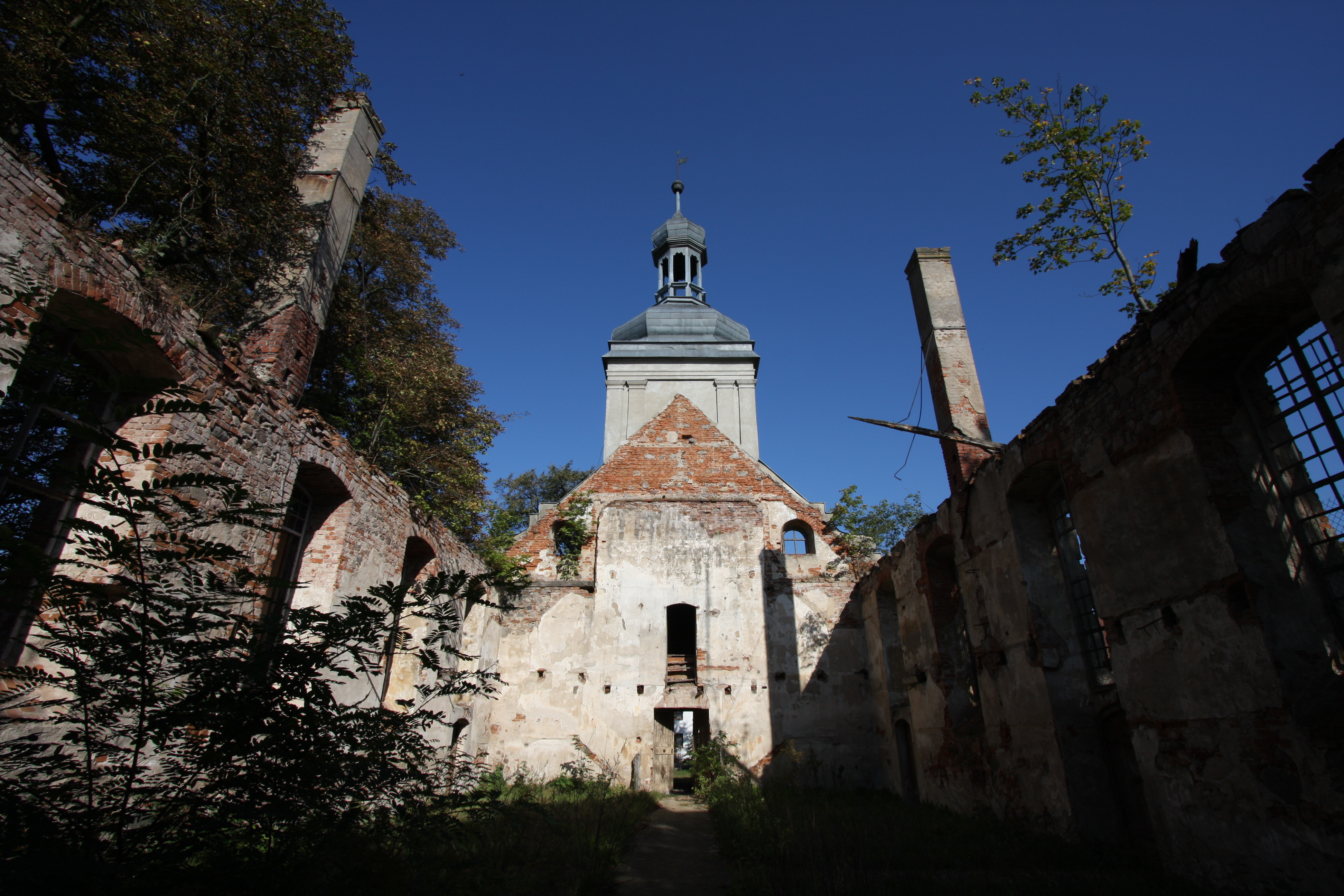
Iglesia luterana

- La Iglesia luterana. Ubicada en la zona sureste de la ciudad. Fue construida entre 1778 y 1797 con piedra y ladrillo. Posee rasgos tardobarrocos y clasicistas. Después de 1945 se convirtió en almacén y posteriormente quedó en mal estado. Cerca de la iglesia se encuentran: la casa del pastor, construida en 1867-70 para el entonces pastor sobre cimientos de piedra, ladrillos, enlucidos, con una fachada decorada con un frontón triangular, y una casa evangélica, construida después de mediados del siglo XIX como escuela evangélica.
- El Rynek (Plaza del Mercado), lleno de coloridas casas históricas.

## Galería
|         |
| Granero |

|                           |
| Rynek (Plaza del mercado) |

|              |
| Ayuntamiento |